# Juan Vita
Juan Vita (ur. 11 maja 1987 w Mar del Plata) – argentyński piłkarz występujący na pozycji pomocnika, trener piłkarski. 

## Kariera piłkarska
Vita urodził się w Mar del Plata, jednak w wieku pięciu lat przeniósł się wraz z matką i bratem do miejscowości San Martín de los Andes. Tam rozpoczynał treningi piłkarskie w dziecięcej drużynie Club Lácar. Jako dwunastolatek powrócił z rodziną do Mar del Plata, a niedługo potem pomyślnie przeszedł testy w akademii juniorskiej stołecznego giganta CA River Plate. Przez kolejne pięć lat trenował w niej m.in. z Gonzalo Higuaínem, Javierem Mascherano, Radamelem Falcao czy Augusto Fernándezem. Nie zaproponowano mu jednak profesjonalnej umowy i w wieku siedemnastu lat odszedł z klubu.
W kolejnych latach Vita bez większego powodzenia występował w trzecioligowych CA Alvarado (spadł z nim do czwartej ligi w sezonie 2008/2009) oraz Deportivo Morón. W młodym wieku zdecydował się zakończyć karierę piłkarską i poświęcić się pracy trenerskiej.

## Kariera szkoleniowa
Vita podjął decyzję, by zostać trenerem piłkarskim już jako zawodnik akademii River Plate. Równolegle do kariery piłkarskiej ukończył psychologię na prywatnej uczelni Universidad de Palermo oraz uzyskał licencję trenerską. Następnie przez cztery lata pracował w trzecioligowym CA Fénix, gdzie był koordynatorem grup juniorskich oraz trenował drużynę do lat dwudziestu. W październiku 2014, mając zaledwie 27 lat, tymczasowo poprowadził pierwszy zespół Fénixu w trzech meczach. Później pracował w CA Banfield w najwyższej klasie rozgrywkowej jako psycholog sportowy pierwszego zespołu i równolegle trenował jedną z klubowych drużyn juniorskich. Po pięciu latach zrezygnował z posady, by rozwijać swoją karierę w roli pierwszego trenera.
W późniejszym czasie Vita przeniósł się do Panamy, gdzie pracował jego brat Pedro Vita, dziennikarz sportowy stacji ESPN. W lipcu 2019 został trenerem tamtejszego zespołu Costa del Este FC. Już w jesiennym sezonie Apertura 2019 wywalczył z nim wicemistrzostwo Panamy, a sam został wybrany w oficjalnym plebiscycie najlepszym trenerem ligi panamskiej. Bezpośrednio po tym zrezygnował ze stanowiska, a w styczniu 2020 odrzucił ofertę z honduraskiego CD Platense. W sierpniu 2020, w wieku 33 lat, został mianowany nowym selekcjonerem reprezentacji Nikaragui.